# Facundo Tealde
Facundo Tealde, vollständiger Name Facundo Tealde Sassano, (* 15. März 1989 in Montevideo) ist ein uruguayischer Fußballspieler.

## Karriere
Der 1,78 Meter große Defensivakteur Tealde bestritt in der Clausura 2011 vier Erstligaspiele für Miramar Misiones. Auch in der Erstligaspielzeit 2013/14 stand er im Kader der Montevideaner und lief in 19 Partien der Primera División auf. Einen persönlichen Torerfolg konnte er in diesen beiden Spielzeiten nicht vorweisen. Nach dem Abstieg wurde er in der Saison 2014/15 24-mal in der Segunda División eingesetzt und erzielte drei Treffer. Ende September 2015 wechselte er innerhalb der Liga zum Canadian Soccer Club, für den er in der Apertura 2015 sechs Zweitligaspiele (kein Tor) bestritt. Im Januar 2016 schloss er sich dem spanischen in der Tercera División antretenden Viertligisten Club Deportiu Masnou an. Anfang August 2016 kehrte er zu Miramar Misiones zurück und absolvierte in der Saison 2016 elf Zweitligaspiele (kein Tor). Mitte Februar 2017 wechselte er innerhalb der Liga zu Deportivo Maldonado und bestritt bislang (Stand: 23. Juli 2017) zehn Zweitligapartien (ein Tor) für den Klub.